# کن دیویس (بازیکن فوتبال)
کن دیویس (انگلیسی: Ken Davies; ۲۰ سپتامبر ۱۹۲۳ – ۱۴ نوامبر ۲۰۰۸) بازیکن فوتبال بود.
از باشگاه‌هایی که در آن بازی کرده‌است می‌توان به باشگاه فوتبال ولورهمپتون واندررز اشاره کرد.